# Кацели, Садик
Садик Кацели (14 марта 1914 — 24 декабря 2000) — албанский художник. Народный артист Албании (1994). Почётный гражданин Тираны.

## Биография
Родился в семье крупного предпринимателя. Семейство Кацели издавно пользовалось в Албании уважением и общественным авторитетом. Исмаил Кацели, дед Садика Кацели, был видным деятелем Призренской лиги. Осман Кацели, отец С. Кацели, участвовал в обороне Шкодера от черногорцев в 1912 году. Затем занялся бизнесом, основал многопрофильную коммерческую компанию — первую в независимой Албании, получившую лицензию от Исмаила Кемали.
Его старший брат — Йонуз Кацели, предприниматель и политик-диссидент, противник коммунистического режима Энвера Ходжи, погиб в тюрьме в 1951 году. Другой брат — Фадиль Кацели — был членом Группы Шевдета Мустафы, пытавшейся в 1982 году убить Энвера Ходжу. Его сын, Бурон Качели, также художник и политик, депутат парламента Албании, вице-мэр столицы Албании — Тираны.
Учился рисованию в Техническом училище в Тиране. В 1936 году обратился с письмом к Анри Матиссу с просьбой о помощи в изучении живописи во Франции. В сентябре того же года приехал в Париж и при поддержке Матисса и Андре Лота начал обучаться в Высшей национальной школе изящных искусств. Окончив учёбу в 1941 году, вернулся на родину. Преподавал рисование в одной из средних школ, с 1946 по 1973 год работал в художественной школе в Тиране. Среди его известных учеников народный художник Албании Вилсон Килица.

## Творчество
Один из самых известных художников Албании. В основном, писал пейзажи и портреты, но наиболее известными его работами стали рисунки с изображением герба Народной Социалистической Республики Албания 1946 года и албанские банкноты номиналом 10 лек. Автор первой серии албанских леков.
Один из основателей Национальной художественной галереи Албании.
В своём творчестве С. Кацели не воспринимал принципы социалистического реализма, поэтому во время правления коммунистических властей не мог выставлять свои картины.

## Награды
- Орден «Честь нации» (2016)
- Заслуженный артист Албании
- Народный артист Албании
- Почётный гражданин Тираны (посмертно).
- Имя С. Кацели присвоено одной из улиц албанской столицы.

- Первый вариант герба НСРА 1946 года
- Первый вариант албанской банкноты номиналом 10 лек
- Удостоверение о вручении С. Кацели Ордена «Честь нации», подписанное президентом Б. Нишани.